# Cheshmeh Bār
Cheshmeh Bār (persiska: چشمه بار, چَشمِه بار, چَشمِه بَد) är en ort i Iran.   Den ligger i provinsen Zanjan, i den nordvästra delen av landet, 220 km väster om huvudstaden Teheran. Cheshmeh Bār ligger 2 044 meter över havet och antalet invånare är 234.
Terrängen runt Cheshmeh Bār är lite kuperad. Runt Cheshmeh Bār är det ganska glesbefolkat, med 29 invånare per kvadratkilometer. Närmaste större samhälle är Chang Almās, 7,3 km nordost om Cheshmeh Bār. Trakten runt Cheshmeh Bār består i huvudsak av gräsmarker.